# Bakary Diabira (personnalité politique)
 (novembre 2024).
Si vous disposez d'ouvrages ou d'articles de référence ou si vous connaissez des sites web de qualité traitant du thème abordé ici, merci de compléter l'article en donnant les références utiles à sa vérifiabilité et en les liant à la section « Notes et références ».
Pour les articles homonymes, voir Bakary Diabira et Diabira (homonymie).
Bakary Diabira, né le 27 mai 1957 dans la région du Guidimakha en Mauritanie, est un homme politique mauritanien, membre du parti Union pour la République (ex-UPR). Journaliste de formation, il commence sa carrière politique en étant d'abord Chef de service des relations extérieures auprès du ministère de la communication, puis Ministre de l’équipement et des transports. Panafricaniste et défenseur de la langue et culture soninké, il contribua avec l'universitaire et chercheur malien Nianguiry Kanté en Egypte dans les années 80.
En 2004, Bakary Diabira devient ministre de la Justice sous le régime de Maaouiya Ould Sid'Ahmed Taya. 
Le 17 novembre 2015, Bakary Diabira est nommé directeur adjoint du cabinet du Président de la République sous le régime de Mohamed Ould Abdel Aziz après avoir été Conseiller à la Présidence de la République, ambassadeur de Nouakchott en Allemagne en 2011 et ambassadeur extraordinaire et plénipotentiaire de la République islamique de Mauritanie auprès du Sultanat d'Oman en 2012.  